# John Calhoun Sheppard

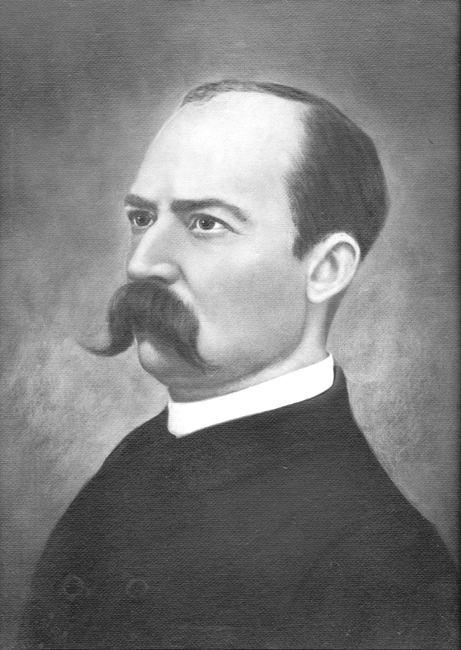
John Calhoun Sheppard

John Calhoun Sheppard (* 5. Juli 1850 im Edgefield County, South Carolina; † 17. Oktober 1931) war ein US-amerikanischer Politiker und im Jahr 1886 für kurze Zeit Gouverneur des Bundesstaates South Carolina.

## Frühe Jahre und politischer Aufstieg
John Sheppard besuchte die Bethel Academy in Edgefield und studierte später an der Furman University Jura. Im Jahr 1871 wurde er als Rechtsanwalt zugelassen. Anschließend arbeitete er als Anwalt für verschiedene Kanzleien. Sheppard gehörte der Demokratischen Partei an und war von 1876 bis 1882 Abgeordneter im Repräsentantenhaus von South Carolina. Seit 1877 war er sogar Speaker des Hauses. Im Jahr 1882 wurde er zum Vizegouverneur seines Staates gewählt.

## Gouverneur von South Carolina
Am 10. Juli 1886 trat der amtierende Gouverneur Hugh Smith Thompson von seinem Amt zurück, um stellvertretender US-Finanzminister in Washington zu werden. Dadurch musste Sheppard das freigewordene Gouverneursamt übernehmen und die angebrochene Amtszeit beenden. In den wenigen Monaten seiner Amtszeiten musste er sich mit den Folgen eines Erdbebens beschäftigen, das Charleston heimgesucht hatte, und bei dem neben 92 Toten auch großer Sachschaden entstand. Sheppard bemühte sich, von seiner Partei für die Ende 1886 anstehenden Gouverneurswahlen nominiert zu werden. Dort entschied man sich aber mehrheitlich für John Peter Richardson.

## Weiterer Lebenslauf
Nach seiner Gouverneurszeit war Sheppard Präsident der Edgefield Bank of South Carolina. Im Jahr 1895 war er Delegierter auf einem Kongress zur Überarbeitung der Verfassung von South Carolina sowie Mitglied des Begnadigungsausschusses. Zwischen 1898 und 1904 sowie nochmals von 1919 bis 1920 saß er im Senat von South Carolina und war zeitweise sogar Präsident dieses Gremiums. Sheppard war überdies Präsident der Anwaltskammer von South Carolina. Er starb im Oktober 1931 und wurde in Edgefield beigesetzt. John Sheppard war mit Helen Wallace verheiratet. Das Paar hatte sieben Kinder. Der Sohn James  war von 1931 bis 1935 Vizegouverneur von South Carolina.